# Olympische Sommerspiele 2004/Teilnehmer (Amerikanisch-Samoa)
| Gelbes Symbol für Goldmedaillen mit stilisierten Olympischen Ringen | Graues Symbol für Silbermedaillen mit stilisierten Olympischen Ringen | Braundes Symbol für Bronzemedaillen mit stilisierten Olympischen Ringen |
| ------------------------------------------------------------------- | --------------------------------------------------------------------- | ----------------------------------------------------------------------- |
| —                                                                   | —                                                                     | —                                                                       |

Amerikanisch-Samoa nahm bei den Olympischen Sommerspielen 2004 in Athen mit drei Sportlern in zwei Sportarten teil. Auch bei der 5. Teilnahme an Olympischen Sommerspielen konnte keine Medaille errungen werden. Die Flagge Amerikanisch-Samoas trug bei der Eröffnungsfeier die Hammerwerferin Lisa Misipeka.

## Leichtathletik
- Lisa Misipeka: Hammerwerfen der Frauen
In der Qualifikation ausgeschieden (keine gültige Weite erreicht)

- Kelsey Nakanelua: 100 Meter der Männer
Im Vorlauf als Siebter ausgeschieden (11,25 s)

## Gewichtheben
- Eleei Ilalio: Klasse bis 105 kg Männer
15. Platz (295,0 kg: Reißen 125,0 kg; Stoßen 170,0 kg)